# قاشقندتنیز
قاشقندتنیز (به قزاقی: Қашқантеңіз، قاشقانتەڭىز) یک دریاچه در قزاقستان است که در شهرستان معین‌قوم واقع شده‌است.